# Capitol Music Group
Capitol Music Group (abreviado como CMG) es una casa discográfica estadounidense propiedad de Universal Music Group (UMG). Supervisa el manejo de los sellos discográficos asignados a la división Capitol Records de UMG y fue heredado de la adquisición del catálogo de EMI (con excepción de Parlophone, el cual fue vendido a Warner Music Group (WMG) en 2003).Es uno de los cinco sellos sombrilla propiedad de UMG, los otros cuatro son Interscope Geffen A&M, Island Records, Def Jam Recordings y Republic Records. Los sellos distribuidos bajo la marca CMG son Capitol Records, Virgin Records, Motown Records, Blue Note Records, Astralwerks, Harvest Records, Capitol Christian Music Group, Priority Records, Atom Factory Entertainment y Deep Well Records.

## Historia

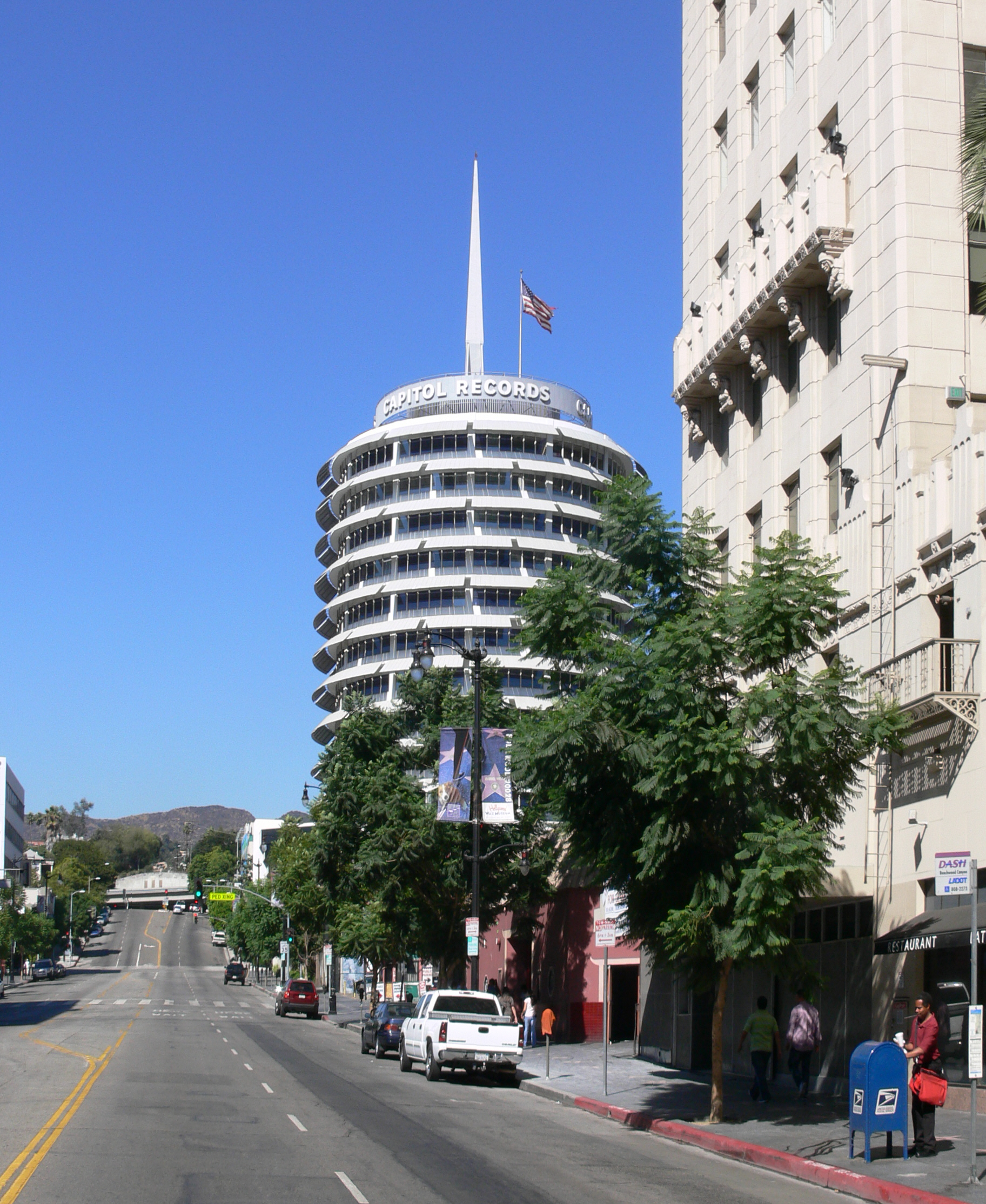
La sede del Capitol Music Group se encuentra en el Capitol Records Building en Hollywood.

Capitol Music Group fue formado en febrero de 2007 como una fusión de Capitol Records y Virgin Records America en un esfuerzo de EMI para reestructurar y ahorrar un promedio de $217 millones anuales. Sin embargo, tanto Virgin Records como Capitol Records, siguieron siendo marcas del sello.
El CEO de Virgin Records Jason Flom fue nombrado la cabeza de la división, y el CEO de Capitol Records Andy Slater, renunció luego de recibir una pensión que supuestamente valía más de 15 millones. Como cabeza del sello, Flom informó directamente al CEO de EMI Group.
Un total de 283 artistas fueron firmados a Capitol Music Group, incluyendo Mims, LeToya Luckett, J. Holiday, Royal Bliss, Mack 10, Faith Evans, Fat Joe y desde 2007, Katy Perry, Ferras, y Rucka Rucka Ali. En 2014 tanto Morrissey y Neil Diamond fueron como firmados como nuevos artistas firmados con Capitol Records, Morrissey firmó un acuerdo de dos álbumes. Sin embargo, este último fue otorgado a Parlophone como resultado de la venta del sello a Warner Music.
En 2010, Virgin Records se separó de Capitol Music Group para formar Virgin Music Group; a partir de 2013, sin embargo, Virgin Music Group fue disuelto, dando como resultado el regreso de Virgin Records a su ubicación bajo CMG.
En nombre de 2012, se anunció que Steve Barnett se convertiría en Presidente y CEO de la compañía.
Con la absorción completa de EMI (sin Parlophone) en Universal Music Group, Capitol Music Group es ahora parte de los cinco sellos de UMG en Reino Unido. The Beatles have been confirmed to appear on Capitol UK.
En abril de 2013, Robbie McIntosh fue nombre cabeza de las operaciones internacionales de Capitol.
En noviembre de 2016, el presidente y CEO de la compañía anunció que la compañía tiene tres proyectos planificados que incluyen proyectos musicales, cinematográficos y literarios que rinden tributo a ocho décadas de artistas firmados en el sello de la Costa Oeste.